# Gran Premio de Austria de Motociclismo de 1983
El Gran Premio de Austria de Motociclismo de 1983 fue la sexta prueba de la temporada 1983 del Campeonato Mundial de Motociclismo. El Gran Premio se disputó el 29 de mayo de 1983 en el circuito de Salzburgring.

## Resultados 500cc
En la categoría reina, podio íntegramente ocupado por estadounidenses. Victoria para Kenny Roberts seguido de Eddie Lawson y Randy Mamola. La clasificación general sigue actualmente liderada por otro estadounidense Freddie Spencer, que tuvo que retirarse y ve reducida su ventaja sobre Roberts.
| Pos.     | Piloto              | Equipo | Tiempo     | Pts. |
| -------- | ------------------- | ------ | ---------- | ---- |
| 1        | Kenny Roberts       | Yamaha | 41:26.84   | 15   |
| 2        | Eddie Lawson        | Yamaha | +6.04      | 12   |
| 3        | Randy Mamola        | Suzuki | +17.16     | 10   |
| 4        | Takazumi Katayama   | Honda  | +20.91     | 8    |
| 5        | Franco Uncini       | Suzuki | +38.95     | 6    |
| 6        | Marc Fontan         | Yamaha | +40.81     | 5    |
| 7        | Marco Lucchinelli   | Honda  | +58.13     | 4    |
| 8        | Jack Middelburg     | Honda  | +1:04.53   | 3    |
| 9        | Sergio Pellandini   | Suzuki | +1:04.78   | 2    |
| 10       | Boet van Dulmen     | Suzuki | +1:12.41   | 1    |
| 11       | Giovanni Pelletier  | Honda  | +1:17.48   |      |
| 12       | Keith Huewen        | Suzuki | +1 Vuelta  |      |
| 13       | Barry Sheene        | Suzuki | +1 Vuelta  |      |
| 14       | Chris Guy           | Suzuki | +1 Vuelta  |      |
| 15       | Maurizio Massimiani | Honda  | +1 Vuelta  |      |
| 16       | Philippe Coulon     | Suzuki | +1 Vuelta  |      |
| 17       | Peter Sjöström      | Suzuki | +1 Vuelta  |      |
| 18       | Ernst Gschwender    | Suzuki | +1 Vuelta  |      |
| 19       | Fabio Biliotti      | Honda  | +1 Vuelta  |      |
| 20       | Wolfgang von Muralt | Suzuki | +1 Vuelta  |      |
| 21       | Walter Migliorati   | Suzuki | +1 Vuelta  |      |
| 22       | Steve Parrish       | Yamaha | +1 Vuelta  |      |
| 23       | Virginio Ferrari    | Cagiva | +1 Vuelta  |      |
| 24       | Leandro Becheroni   | Suzuki | +1 Vuelta  |      |
| 25       | Alfons Amerschläger | Suzuki | +2 Vueltas |      |
| 26       | Beni Slydal         | Suzuki | +2 Vueltas |      |
| 27       | Josef Ragginger     | Suzuki | +2 Vueltas |      |
| 28       | Børge Nielsen       | Suzuki | +2 Vueltas |      |
| 29       | Franz Kaserer       | Suzuki | +3 Vueltas |      |
| Ret      | Freddie Spencer     | Honda  | Ret        |      |
| Ret      | Paolo Ferretti      | Suzuki | Ret        |      |
| Ret      | Anton Mang          | Suzuki | Ret        |      |
| Ret      | Ron Haslam          | Honda  | Ret        |      |
| Ret      | Andreas Hofmann     | Suzuki | Ret        |      |
| Ret      | Raymond Roche       | Honda  | Ret        |      |
| DNS      | Gustav Reiner       | Suzuki | DNS        |      |
| DNS      | Didier de Radiguès  | Honda  | DNS        |      |
| DNQ      | Josef Doppler       | Suzuki | DNQ        |      |
| DNQ      | Wolfgang Schwartz   | Suzuki | DNQ        |      |
| Sources: |                     |        |            |      |

## Resultados 250cc
Detenida por una tormenta en la vuelta 14 y retomada en la vuelta 18, el resultado fue la suma de los tiempos de las dos partes. Así, el vencedor fue el alemán Manfred Herweh seguido por el belga Didier de Radiguès y el francés Thierry Espié. Gracias al segundo puesto conseguido, de Radigués se pone como líder de la clasificación general.
.
| Pos. | Piloto                 | Moto       | Tiempo   | Pts. |
| ---- | ---------------------- | ---------- | -------- | ---- |
| 1    | Manfred Herweh         | Real       | 46.00.02 | 15   |
| 2    | Didier de Radiguès     | Chevallier | 46.00.44 | 12   |
| 3    | Thierry Espié          | Chevallier | 46.01.06 | 10   |
| 4    | Christian Sarron       | Yamaha     | 46.01.29 | 8    |
| 5    | Martin Wimmer          | Yamaha     | 46.01.52 | 6    |
| 6    | Hervé Guilleux         | Kawasaki   | 46.02.30 | 5    |
| 7    | Carlos Lavado          | Yamaha     | 46.02.48 | 4    |
| 8    | Reinhold Roth          | Yamaha     | 46.03.67 | 3    |
| 9    | Jacques Cornu          | Yamaha     | 46.04.05 | 2    |
| 10   | Guy Bertin             | MBA        | 46.13.42 | 1    |
| 11   | Patrick Fernandez      | Bartol     | 46.16.10 |      |
| 12   | Jean-François Baldé    | Chevallier | 46.21.02 |      |
| 13   | Jean-Louis Guignabodet | Rotax      | 46.51.00 |      |
| 14   | Bruno Lüscher          | Yamaha     | 46.58.10 |      |
| 15   | Donnie McLeod          | Yamaha     | 46.59.22 |      |
| 16   | Christian Estrosi      | Pernod     | 47.00.98 |      |
| 17   | Tony Head              | Armstrong  | 47.01.29 |      |
| 18   | Ivan Palazzese         | Yamaha     | 47.07.12 |      |
| 19   | Gabriel Grabia         | Yamaha     | 47.12.36 |      |
| 20   | Edwin Weibel           | Yamaha     | 47.15.23 |      |
| 21   | Manfred Obinger        | Yamaha     | 47.34.98 |      |
| 22   | Herbert Hauf           | Yamaha     | 47.25.34 |      |
| Ret  | Ángel Nieto            | Yamaha     | Ret      |      |
| Ret  | Donnie Robinson        | Yamaha     | Ret      |      |
| Ret  | Jean-Louis Tournadre   | Yamaha     | Ret      |      |
| Ret  | Carlos Cardús          | Rotax      | Ret      |      |
| Ret  | Alan Carter            | Yamaha     | Ret      |      |
| Ret  | Graham Young           | Waddon     | Ret      |      |
| Ret  | Jean-Marc Toffolo      | Rotax      | Ret      |      |
| Ret  | Thierry Rapicault      | Yamaha     | Ret      |      |
| Ret  | Harald Eckl            | Yamaha     | Ret      |      |
| Ret  | Bernard Fau            | Yamaha     | Ret      |      |
| Ret  | Sito Pons              | Kobas      | Ret      |      |
| Ret  | Jacques Bolle          | Go-West    | Ret      |      |
| Ret  | Karl Thomas Bacher     | Yamaha     | Ret      |      |
| Ret  | Siegfried Minich       | Rotax      | Ret      |      |
| Ret  | Roland Freymond        | Armstrong  | Ret      |      |
| Ret  | Paolo Ferretti         | Yamaha     | Ret      |      |

## Resultados 125cc
Por cuarta ocasión en esta temporada, los dos primeros puestos de la carrera fueron ocupados por los pilotos de Garelli, con Ángel Nieto por delante de Eugenio Lazzarini. Ambos fueron los que mandan en la clasificación general, el tercer puesto fue para el italiano Pier Paolo Bianchi.
| Pos. | Piloto                 | Moto      | Tiempo    | Pts. |
| ---- | ---------------------- | --------- | --------- | ---- |
| 1    | Ángel Nieto            | Garelli   | 41.03.88  | 15   |
| 2    | Eugenio Lazzarini      | Garelli   | 41.05.37  | 12   |
| 3    | Pier Paolo Bianchi     | Sanvenero | 41.42.29  | 10   |
| 4    | Fausto Gresini         | MBA       | 41.42.59  | 8    |
| 5    | August Auinger         | MBA       | 41.42.90  | 6    |
| 6    | Maurizio Vitali        | MBA       | 41.51.49  | 5    |
| 7    | Johnny Wickström       | MBA       | 41.51.69  | 4    |
| 8    | Lucio Pietroniro       | MBA       | 41.51.89  | 3    |
| 9    | Hans Müller            | MBA       | 41.53.61  | 2    |
| 10   | Gerhard Waibel         | MBA       | 41.54.56  | 1    |
| 11   | Ricardo Tormo          | MBA       | 41.56.01  |      |
| 12   | Henk van Kessel        | MBA       | 42.07.13  |      |
| 13   | Stefano Caracchi       | MBA       | 1 Vuelta  |      |
| 14   | Pierluigi Aldrovandi   | MBA       | 1 Vuelta  |      |
| 15   | Hugo Vignetti          | MBA       | 1 Vuelta  |      |
| 16   | Jean-Claude Selini     | MBA       | 1 Vuelta  |      |
| 17   | Jacky Hutteau          | MBA       | 1 Vuelta  |      |
| 18   | Alfred Waibel          | Real      | 1 Vuelta  |      |
| 19   | Janez Pintar           | MBA       | 1 Vuelta  |      |
| 20   | Helmut Lichtenberg     | MBA       | 1 Vuelta  |      |
| 21   | Alojz Pavlič           | Bartol    | 1 Vuelta  |      |
| 22   | Anton Straver          | MBA       | 1 Vuelta  |      |
| 23   | Rolf Rüttimann         | MBA       | 1 Vuelta  |      |
| 24   | Giuseppe Ascareggi     | MBA       | 1 Vuelta  |      |
| 25   | Willy Pérez            | MBA       | 1 Vuelta  |      |
| 26   | Andrés Sánchez         | MBA       | 2 Vueltas |      |
| Ret  | Bruno Kneubühler       | MBA       | Ret       |      |
| Ret  | Stefan Dörflinger      | MBA       | Ret       |      |
| Ret  | Erich Klein            | MBA       | Ret       |      |
| Ret  | Iván Troisi            | MBA       | Ret       |      |
| Ret  | Libero Piccirillo      | MBA       | Ret       |      |
| Ret  | Per-Edvard Carlsson    | MBA       | Ret       |      |
| Ret  | Paul Bordes            | MBA       | Ret       |      |
| Ret  | Bernd Lauermann        | MBA       | Ret       |      |
| Ret  | Jan Bäckström          | MBA       | Ret       |      |
| Ret  | Massimo de Lorenzi     | Minarelli | Ret       |      |
| DNQ  | Werner Schmied         | Rotax     | DNQ       |      |
| DNQ  | Thomas Møller-Pedersen | MBA       | DNQ       |      |
| DNQ  | Hans Hummel            | MBA       | DNQ       |      |
| DNQ  | Heinz Pristavnik       | MBA       | DNQ       |      |
| DNQ  | Dirk Hafeneger         | MBA       | DNQ       |      |